# Gmina Piaski
Die Gmina Piaski ist eine Stadt-und-Land-Gemeinde im Powiat Świdnicki der Woiwodschaft Lublin in Polen. Sie hat eine Fläche von 169,7 km² und 10.467 Einwohner. Ihr Sitz befindet sich in der gleichnamigen Stadt (ehemals Piaski Luterskie) mit 2531 Einwohnern (Stand jeweils der 31. Dezember 2020).

## Geographie
Piaski liegt 16 km südöstlich von Świdnik. Zu den Gewässern auf Gemeindegebiet gehört der Fluss Giełczewka.

## Gliederung
Zur Stadt-und-Land-Gemeinde gehören neben der Stadt Piaski folgende 40 Ortschaften mit einem Schulzenamt:
Borkowszczyzna
Brzezice
Brzezice Pierwsze
Brzeziczki
Bystrzejowice Pierwsze
Bystrzejowice Drugie
Bystrzejowice Trzecie
Emilianów
Gardzienice Pierwsze
Gardzienice Drugie
Giełczew
Jadwisin
Janówek
Józefów
Kawęczyn
Kębłów
Klimusin
Kolonia Siedliszczki
Kolonia Kębłów
Kolonia Wola Piasecka
Kozice Dolne
Kozice Dolne-Kolonia
Kozice Górne
Majdan Brzezicki
Majdan Kawęczyński
Majdan Kozic Dolnych
Majdan Kozic Górnych
Majdanek Kozicki
Marysin
Młodziejów
Nowiny
Piaski Górne
Piaski Wielkie
Siedliszczki
Stefanówka
Wierzchowiska Pierwsze
Wierzchowiska Drugie
Wola Gardzienicka
Wola Piasecka
Żegotów